# واله‌دوریا
واله‌دوریا (به ایتالیایی: Valledoria) یک کومونه در ایتالیا است که در استان ساساری واقع شده‌است. واله‌دوریا ۲۴٫۴۵ کیلومتر مربع مساحت و ۴٬۱۲۵ نفر جمعیت دارد.